# Drepanocentron vercaius
Drepanocentron vercaius är en nattsländeart som beskrevs av Malicky och Chantaramongkol 1992. Drepanocentron vercaius ingår i släktet Drepanocentron och familjen Xiphocentronidae. Inga underarter finns listade i Catalogue of Life.